# Іл-18

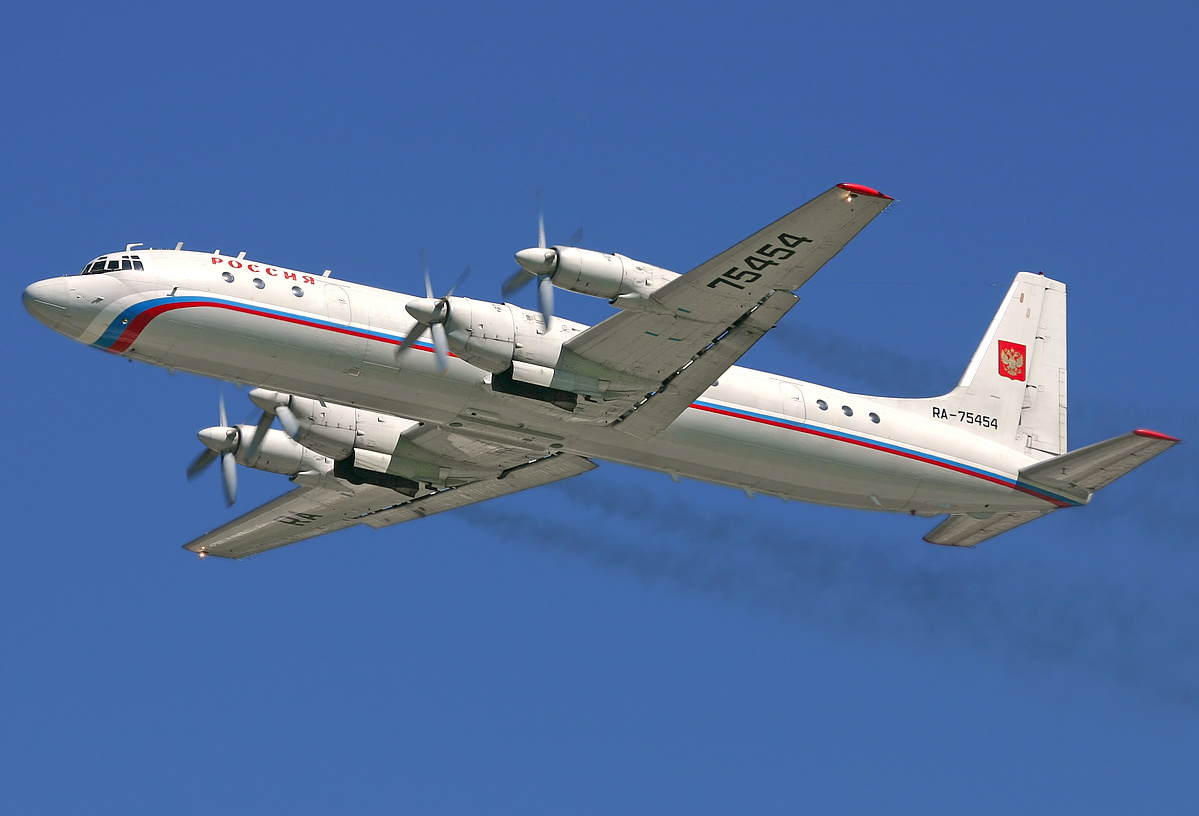
Іл-18

Іл-18 (рос. «Ил-18», за кодифікуванням НАТО: англ. Coot — «Лиска») — перший радянський турбогвинтовий літак. 
Іл-18 не був такий швидкісний, як його одноліток Ту-104, однак виявився надійним і економічним.[джерело?]

## Модифікації
Іл-18А
Іл-18В — максимальна дальність 4800 км.
Іл-18Д — модифікація Іл-18В, оснащений більш і економічними двигунами АІ-20М VI серії і додатковими паливними баками з максимальною дальністю 6400 км.

## Створені літаки на базі Іл-18
На базі Іл-18 були створені такі літаки спеціального призначення:
- Іл-20 — виріб 20, літак-розвідник, модифікація на базі Іл-18Д.
- Іл-22 — виріб 36, модифікація на базі Іл-18Д.

## Технічні дані
Літак має чотири турбогвинтові двигуни потужністю по 4000 кінських сил кожен.
У 1958—1959 років всього побудовано 42 Іл-18А, а протягом 1958—1978 років всього випущено понад 700 літаків типу Іл-18.
- Екіпаж: 5 чол.
- Двигуни: АІ-20, 4 х 4000 к.с.
- Довжина: 35,9 м
- Кількість пасажирів: 89
- Крейсерська швидкість: 650 км / год
- Дальність польоту: 4800 км

## Катастрофи

### СРСР (1970-1990)
| №  | Дата       | Кількість загиблих |
| -- | ---------- | ------------------ |
| 1  | 06.02.1970 | 92                 |
| 2  | 31.12.1970 | 78                 |
| 3  | 31.08.1972 | 101                |
| 4  | 01.10.1972 | 108                |
| 5  | 24.02.1973 | 79                 |
| 6  | 11.05.1973 | 61                 |
| 7  | 24.04.1974 | 1                  |
| 8  | 27.04.1974 | 118                |
| 9  | 06.03.1976 | 111                |
| 10 | 15.02.1977 | 77                 |